# Trichomanes martiusii
Espèce
Trichomanes martiusii est une espèce de fougères d'Amérique du Sud appartenant à la famille des Hyménophyllacées.

## Historique et position taxinomique
Trichomanes martiusii est classée dans le sous-genre Trichomanes.
En 1834, Karl Friedrich Philipp von Martius produit la description, à partir de deux exemplaires de ce qu'il croit être d'une même plante décrite par Giuseppe Raddi en 1819, exemplaires dont l'un est en provenance des montagnes près de Sebastianópolis (Rio de Janeiro) et qu'il croit avoir servi à Giuseppe Raddi, et l'autre est issu des monts Arara-Coara près du fleuve Japurá (actuellement Araracuara en Colombie, près du rio Caquetá). Tout en estimant la description de Giuseppe Raddi insuffisante, il en conserve le nom et crée ainsi un homonyme de facto : Trichomanes pilosum Mart.. La planche 68 accompagnant la diagnose reproduit les deux exemplaires, à gauche celui de Sebastianópolis, à droite celui issu des mont Arara-Coara.
En 1843, Karel Bořivoj Presl croit déceler qu'il s'agit de deux plante distinctes, et surtout distinctes de Trichomanes pilosum Raddi : il renomme donc l'exemplaire de droite de la planche 68 Trichomanes martiusii. Il pense aussi que l'exemplaire de gauche diffère trop de l'espèce décrite par Giuseppe Raddi, et le renomme Trichomanes plumula.
Par la suite, Johann Wilhelm Sturm dans Flora brasiliensis de Karl Friedrich Philipp von Martius reprend la dénomination de Karel Bořivoj Presl, mais considère que Trichomanes plumula C.Presl est simplement un synonyme.
En 1875, Karl Anton Eugen Prantl la place dans le genre Ptilophyllum.
En 1906, Carl Frederik Albert Christensen pense qu'il ne s'agit que d'une variété de Trichomanes pilosum Raddi.
En 1974, Conrad Vernon Morton en fait l'espèce type de la sous-section Lamellata de la section Achomanes du sous-genre Achomanes du genre Trichomanes. Mais il la confond, à tort, à Trichomanes pilosum Raddi.
En 1977, Rodolfo Emilio Giuseppe Pichi Sermolli la déplace dans le genre Pteromanes.
En 2006, Atsushi Ebihara, Jean-Yves Dubuisson, Kunio Iwatsuki, Sabine Hennequin et Motomi Ito prennent Trichomanes martiusii comme espèce représentative du genre Trichomanes, sous-genre Trichomanes. Ils établissent par ailleurs bien la différence de cette espèce avec Trichomanes pilosum Raddi.
Elle compte donc deux synonymes liés aux évolutions de la famille des Hymenophyllacées :
- Pteromanes martiusii (C.Presl) Pic.Serm.
- Ptilophyllum martiusii (C.Presl) Prantl

Par ailleurs, elle pourrait aussi compter,  selon Carl Christensen, comme synonyme ou variété l'autre exemplaire de Trichomanes pilosum décrit par Karel Bořivoj Presl :
- Trichomanes plumula C.Presl

## Description
Cette fougère possède les caractéristiques suivantes :
- son rhizome, robuste, a un port cespiteux ;
- les frondes peuvent atteindre une quarantaine de centimètres de long, sur huit de large ;
- le pétiole est cylindrique et non ailé ;
- le limbe est divisé une fois ;
- toute la plante est couverte d'une pilosité très abondante ;
- les sores sont tubulaires avec une columelle assez longue portant les sporanges ; ils sont profondément insérés, de un par trois, dans le limbe à l'extrémité des segments.

## Distribution
Cette espèce est présente dans les forêts denses d'Amérique du Sud  amazonienne : Brésil, Colombie, Guyana, Guyane, Pérou, Surinam et Venezuela.
Elle est plutôt épiphyte des tronc des arbres, mais peut être trouvée aussi sur des talus ombrés et humides.